# 呉樹根
呉 樹根（ご じゅこん、1987年8月26日 - ）は、中国の内モンゴル自治区出身の柔道選手。階級は48kg級。身長158cm。

## 人物
柔道は14歳の時に始めた。2004年のアジアジュニアで優勝すると、2006年には世界ジュニアで2位となった。続く世界学生では優勝を飾った。2007年にはフランス国際でも優勝した。世界選手権では、準々決勝で谷亮子にGSに入ってから指導1を取られて敗れた。2008年の北京オリンピックでは、2回戦で谷にGSに入ってから技ありを取られて敗れると、敗者復活戦でもアルゼンチンのパウラ・パレトの技ありで敗れた。2010年の世界選手権では3回戦で日本の浅見八瑠奈の体落で敗れた。その後、広州で開催されたアジア大会では決勝で日本の福見友子と対戦して、終始攻め立てられながらも2－1の判定で勝利することになった(2010年アジア競技大会#問題の項を参照のこと)。2011年の世界選手権では前年に続いて浅見に内股で敗れて7位にとどまった。2012年のロンドンオリンピックでは準々決勝でブラジルのサラ・メネゼスの前に指導2で敗れると、敗者復活戦でもハンガリーのチェルノビツキ・エーヴァの合技で敗れて7位に終わった。2013年の世界軍人選手権大会では決勝でメネゼスを破って優勝した。2018年には階級を52㎏級に上げると、地元で開催されたグランプリ・フフホトでは決勝まで進むも、阿部詩に崩上四方固で敗れて2位だった。

## 主な戦績
- 2004年 - アジアジュニア 優勝
- 2005年 - 青島国際 2位
- 2006年 - アジアジュニア 2位
- 2006年 - 世界ジュニア 2位
- 2006年 - 世界学生 優勝
- 2007年 - フランス国際 優勝
- 2007年 - ミリタリーワールドゲームズ 2位
- 2008年 - ドイツ国際 5位
- 2008年 - ポーランド国際 3位
- 2009年 - ワールドカップ・ウィーン 2位
- 2009年 - グランドスラム・モスクワ 5位
- 2009年 - ワールドカップ・リスボン 2位
- 2010年 - ワールドマスターズ 5位
- 2010年 - グランドスラム・リオデジャネイロ 3位
- 2010年 - ワールドカップ・サンパウロ 3位
- 2010年 - アジア大会 優勝
- 2010年 - グランプリ・青島 優勝
- 2011年 - ワールドマスターズ 5位
- 2011年 - グランプリ・デュッセルドルフ 3位
- 2011年 - ワールドカップ・プラハ 2位
- 2011年 - ワールドカップ・マドリード 2位
- 2011年 - ミリタリーワールドゲームズ 3位
- 2011年 - 世界選手権 7位
- 2011年 - グランプリ・アブダビ 2位
- 2011年 - グランプリ・アムステルダム 3位
- 2012年 - ワールドカップ・ワルシャワ 3位
- 2012年 - アジア選手権 2位
- 2012年 - ロンドンオリンピック 7位
- 2013年 - 世界軍人選手権大会 優勝
- 2014年 - グランプリ・デュッセルドルフ　優勝
- 2014年 - グランプリ・ウランバートル 3位
- 2018年 -　グランプリ・フフホト　2位(52㎏級)

(出典、JudoInside.com)